# 勝山町 (福岡県)
勝山町（かつやままち）はかつて福岡県の南東部にあった町。
2006年3月20日に豊津町、犀川町と合併し、みやこ町となった。新町の事務所は合併前の勝山町役場に置かれた。
現在の住所は「みやこ町勝山 - 」となっている。

## 地理
北九州市の南、行橋市の西に接した。経済的に北九州市の広域経済圏の北九州都市圏または行橋市の小規模経済圏に属する。

## 歴史
- 1889年4月1日 - 町村制施行に伴い、京都郡諫山村・久保村・黒田村が発足。
- 1955年3月1日 - 諌山・久保・黒田村が合併し町制施行。勝山町となる。
- 2006年3月20日 - 豊津町、勝山町、犀川町と対等合併し「みやこ町」が発足。勝山町は消滅。

## 経済

### 産業
- 農業 ： 勝山米

## 地域

### 教育

#### 小学校
- 勝山町立黒田小学校
- 勝山町立久保小学校
- 勝山町立諌山小学校

#### 中学校
- 勝山町立勝山中学校

## 交通

### 空港
最寄り空港は北九州空港。

### 鉄道
町内を鉄道路線は通っていない。最寄り駅は行橋駅・香春駅・犀川駅など。

### バス路線

#### 一般路線バス
- 西鉄バス筑豊
  - 行橋市行橋駅東口 - 勝山町２０１号線経由' - 香春町 - 田川市香春町役場まで

- 太陽交通
  - 行橋市行橋駅西口 - 稗田経由 - 勝山町-久保-松田新町入口まで

### 道路
高速道路はなし。最寄りインターチェンジは東九州自動車道行橋インターチェンジ

#### 一般国道
- 国道201号

#### 県道（主要地方道）
- 福岡県道58号椎田勝山線
- 福岡県道64号苅田採銅所線

## 名所・旧跡・観光スポット・祭事・催事
- 胸の観音
- 仲哀公園
- 障子ヶ岳城址

## 勝山町出身の著名人
- 吉田増蔵（漢学者）
- 丸山孝彦（1970年代に活躍した、大相撲力士）